# Jean-François Molino
Jean-François Molino ( n. 1959 ) es un botánico francés. Se ha desempeñado extensamente en el "Instituto de Investigaciones para el Desarrollo (IRD), Montpellier. Participa del Proyecto Pl@ntNet: un sistema computacional de identificación vegetal, e información colaborativa.

## Algunas publicaciones
- Madelaine, C; R Pelissier, G Vincent, J-F Molino, D Sabatier, M-F Prévost, C De Namur. 2007. Mortality and recruitment in a lowland tropical rain forest of French Guiana: effects of soil type and species guild
- Arim, M; O Barbosa, JF Molino, D Sabatier. 2002. Humped Pattern of Diversity: Fact or Artifact?. Science 297 (5588), 1763a. [DOI: 10.1126/science.297.5588.1763a]
- Molino, JF; D Sabatier. 2001. Tree Diversity in Tropical Rain Forests: A Validation of the Intermediate Disturbance Hypothesis. Science 294 ( 5547): 1702 - 1704. DOI: 10.1126 /science.1060284

- Marescot, L; G Vincent, J-F Molino, K Barkaoui. Predicting the spatial distribution of species at the scale of the forest stand in French Guiana. IRD, Francia

- La abreviatura «Molino» se emplea para indicar a Jean-François Molino como autoridad en la descripción y clasificación científica de los vegetales.[2]